# Вила-ди-Рей
Ви́ла-ди-Рей (порт. Vila de Rei; [vilɐ dɨ ʁɐi]) — посёлок городского типа в Португалии, центр одноимённого муниципалитета в составе округа Каштелу-Бранку. Численность населения — 2,5 тыс. жителей (посёлок), 3,4 тыс. жителей (муниципалитет). Посёлок и муниципалитет входит в экономико-статистический регион Центральный регион и субрегион Пиньял-Интериор-Сул. По старому административному делению входил в провинцию Бейра-Литорал.
Покровителем посёлка считается Святой Себастьян (порт. São Sebastião).
Праздник посёлка — 19 сентября.

## Расположение
Посёлок расположен в 58 км на запад от адм. центра округа города Каштелу-Бранку.
Муниципалитет граничит:
- на севере — муниципалитет Сертан
- на востоке — муниципалитет Масан
- на юге — муниципалитет Сардоал, Абрантеш
- на западе — муниципалитет Феррейра-ду-Зезере

## Население
| Население муниципалитета Вила-ди-Рей (1801—2004) | Население муниципалитета Вила-ди-Рей (1801—2004) | Население муниципалитета Вила-ди-Рей (1801—2004) | Население муниципалитета Вила-ди-Рей (1801—2004) | Население муниципалитета Вила-ди-Рей (1801—2004) | Население муниципалитета Вила-ди-Рей (1801—2004) | Население муниципалитета Вила-ди-Рей (1801—2004) | Население муниципалитета Вила-ди-Рей (1801—2004) | Население муниципалитета Вила-ди-Рей (1801—2004) |
| ------------------------------------------------ | ------------------------------------------------ | ------------------------------------------------ | ------------------------------------------------ | ------------------------------------------------ | ------------------------------------------------ | ------------------------------------------------ | ------------------------------------------------ | ------------------------------------------------ |
| 1801                                             | 1849                                             | 1900                                             | 1930                                             | 1960                                             | 1981                                             | 1991                                             | 2001                                             | 2004                                             |
| 3489                                             | 6742                                             | 6781                                             | 7399                                             | 7568                                             | 4654                                             | 3687                                             | 3354                                             | 3242                                             |

## История
Посёлок основан в 1285 году.

## Районы
В муниципалитет входят следующие районы:
1. Фундада
2. Сан-Жуан-ду-Пезу
3. Вила-де-Рей